# Skipass (fiera)
Skipass è una manifestazione fieristica internazionale riconosciuta dalla FISI che si è tenuta presso i saloni della fiera di Modena dal 1994 al 2023 a cavallo tra ottobre e novembre ed è uno dei saloni degli sport e del turismo invernali più importanti al mondo. La durata della manifestazione è di quattro giorni e sono solitamente presenti, con propri spazi espositivi, le maggiori località sciistiche e i maggiori produttori di articoli sportivi invernali nazionali ed esteri.
La manifestazione è rinomata per la presentazione delle novità negli attrezzi sportivi e dell'abbigliamento per la pratica degli sport invernali.
A Skipass prendevano parte anche atleti e grandi personaggi degli sport invernali, infatti la FISI approfittava di questo meeting per organizzare incontri, workshop e premiazioni. La peculiarità di Skipass era quella di dare grande spazio alla parte legata agli spettacoli sportivi creando un'area innevata con strutture di diverso tipo su cui vengono organizzate gare internazionali di sci acrobatico e snowboard, prove materiali e corsi di avvicinamento a sci e snowboard. All'interno della manifestazione venivano anche organizzati eventi di BMX, skateboard, ecc.